# Фонтан молодості (Кранах Старший)
 «Фонтан молодості» — картина німецького художника Лукаса Кранаха Старшого, написана в 1546 році. Знаходиться в Берлінській картинній галереї, куди перейшла із зібрання прусських королівських палаців.

## Історія картини
Кранах написав   картину у віці 74 роки, він тонко передав відчуття старості. Художник ідеалізував фонтан молодості в легенду, адже більшість людей сумніваються, що старі жінки справді стануть молодими дівчатами, незважаючи на всі чудотворні вірування. Мотив оновлення через хрещення у воді проходить через усе мистецтво Середньовіччя, наприклад, сучасник Кранаха  Ганс Сакс описав фонтан молодості у пісні. Вважається, що картина була виконана на замовлення невідомого клієнта. Фонтани були популярним мотивом в середньовічному мистецтві, що дозволяло обігравати різноманітні жанрові сцени і використовувати оголену натуру. У давньоримській сазі про німфу  згадується, яке корисне  джерело. Середньовічна медицина  грунтувалася на древньому вченні, лікарі не могли вилікувати недуги старих і хворих людей. Тому люди мали  віру в божественне диво. У кількох місцях були фонтани та лазні, води яких, як говорили, мали цілющу силу. Громадяни також мали змогу здавати свою ванну кімнату, особливо для багатих, такі ванни увійшли в моду. За різними версіями  автором називають як Лукаса Кранаха Старшого, так і його сина. До роботи могли бути залучені інші працівники майстерні Кранаха.  Внизу по центру зображений маленький крилатий змій у польоті (торгова марка майстерні Кранаха) і дата написання картини. 

## Опис картини
На картині зображено фонтан, що символізує легендарне джерело вічної молодості. Зліва в нього входять літні жінки, стають молодими під час купання і виходять справа юними красунями, на них вже чекає застілля і танці. Художник передав справжню середньовічну культуру купання, і вірування в здатність певних джерел приносити зцілення і омолодження, що йде з релігійних обрядів хрещення. Фоном є фантастичний скелястий пейзаж з неправдоподібними перспективами і пропорціями. У центрі  розташувалося середньовічне місто з кам'яним арочним мостом над річкою. У лівому верхньому кутку видно мініатюрний замок. Трохи правіше від центру видніється величний гірський хребет, оточений пишними полями і фруктовими деревами. Композиція  визначається безплідними скелями зліва, що символізують старість, і густим зеленим лісом справа — метафорою юності. Квадратний басейн з проведеними до нього сходинами показаний під високим кутом зверху. Посередині — колоноподібний фонтан, увінчаний фігурами Венери і Амура, асоціюється купання з силою любові.
Непривабливість літніх жінок, зображення яких вкрай нетипово для живопису того часу, навмисно протиставлена статечній благовидності старих чоловіків. Відвідування басейну виключно жінками відображає уявлення про природне омолодження чоловіків після їх зв'язку з юними дівами, хоча в реальності до подібних «цілющих» джерел  прагнули і чоловіки, і жінки. Характерно, що фонтан дарує жінкам не тільки молодість, але і красу, яка відповідає ідеалу тієї епохи, - довге золотисте волосся, злегка опуклий живіт і фігура, що складається виключно з плавних вигинів: кути заокруглені настільки, що діви здаються схожими на позбавлених кісток сирен.

## Галерея

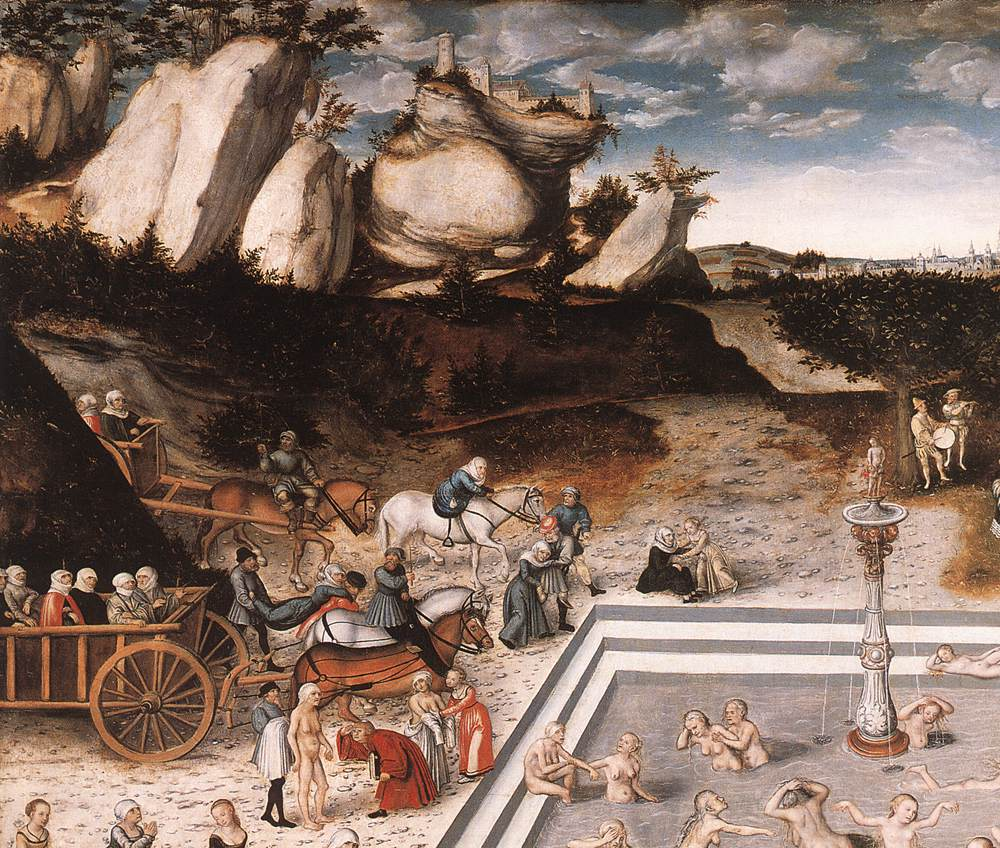
Деталь
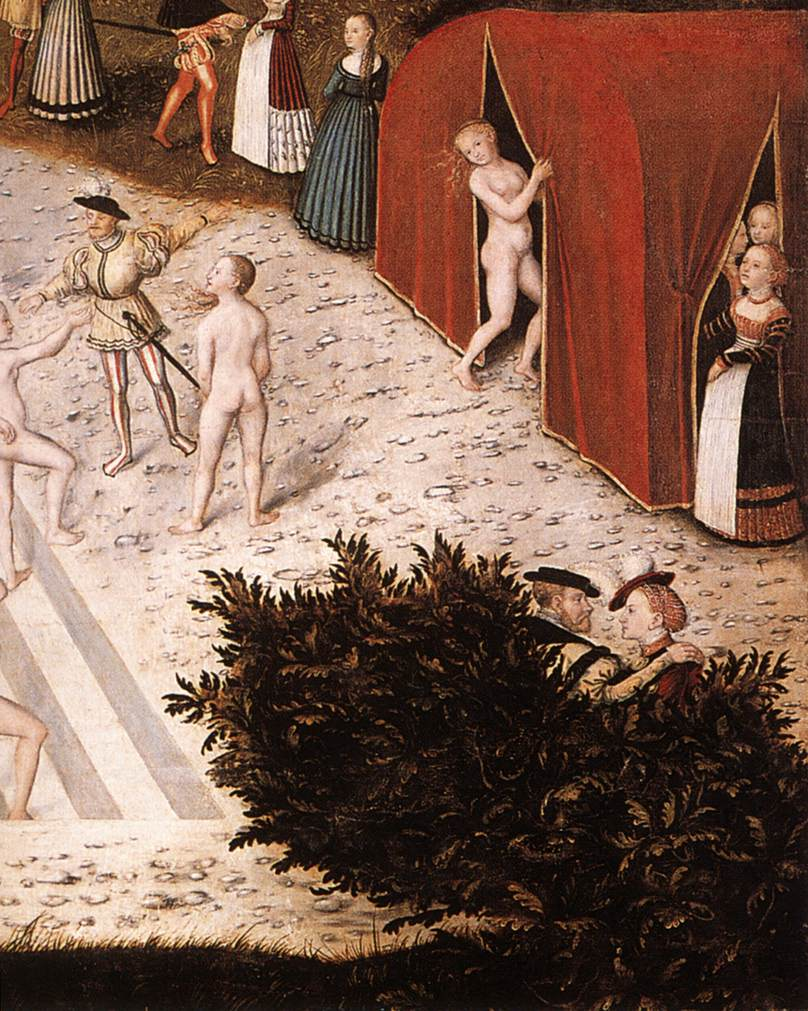
Деталь
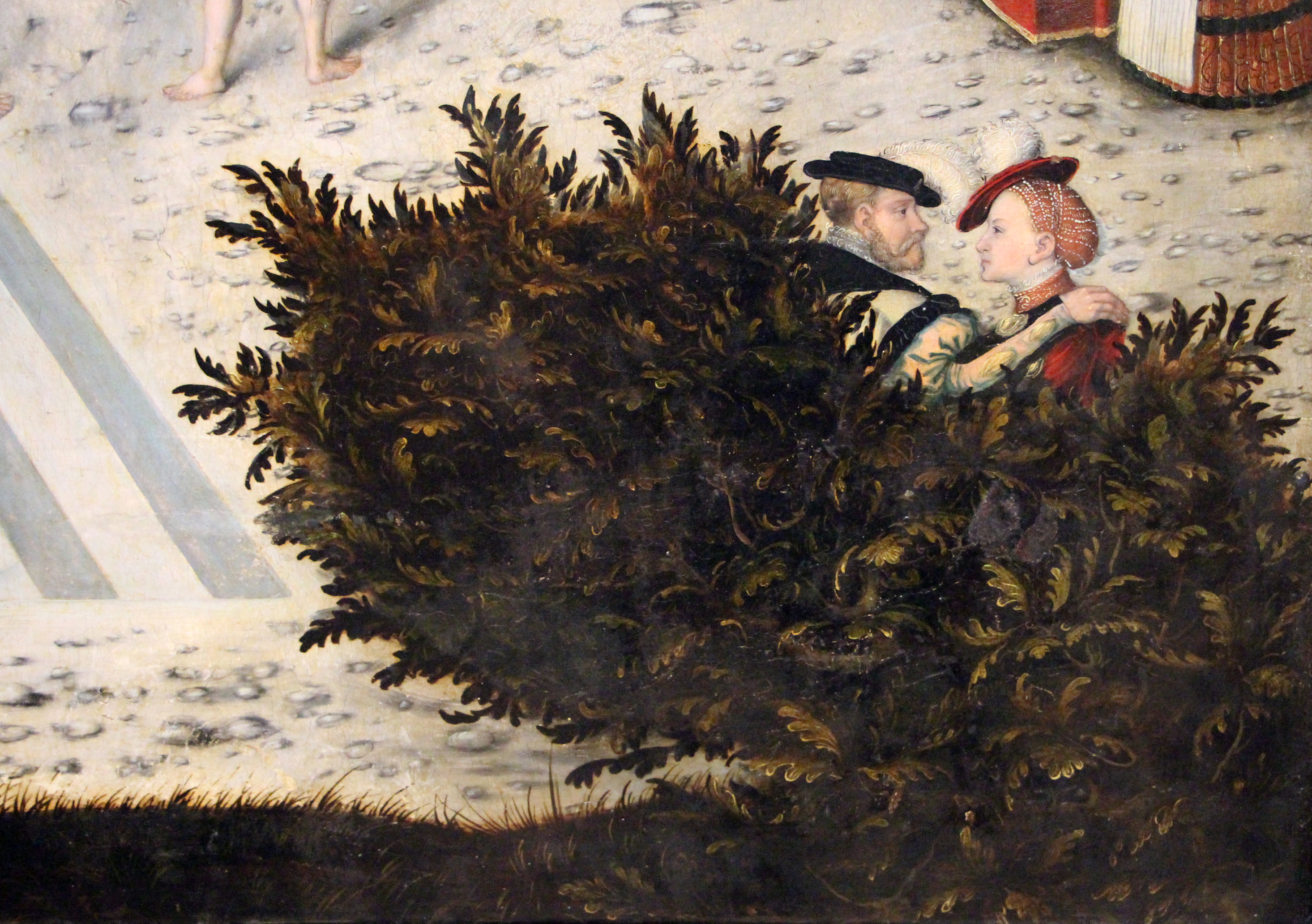
Деталь
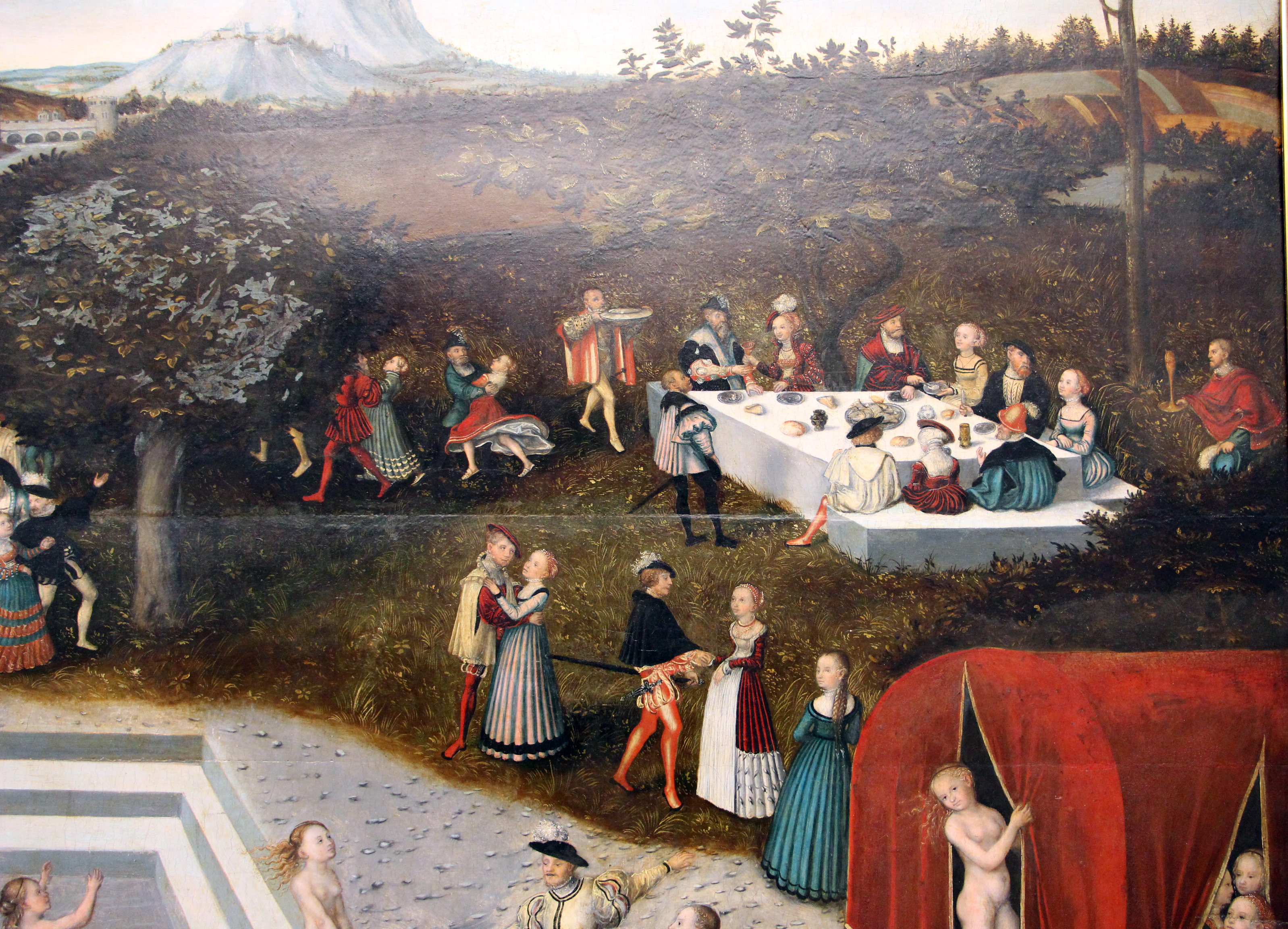
Деталь
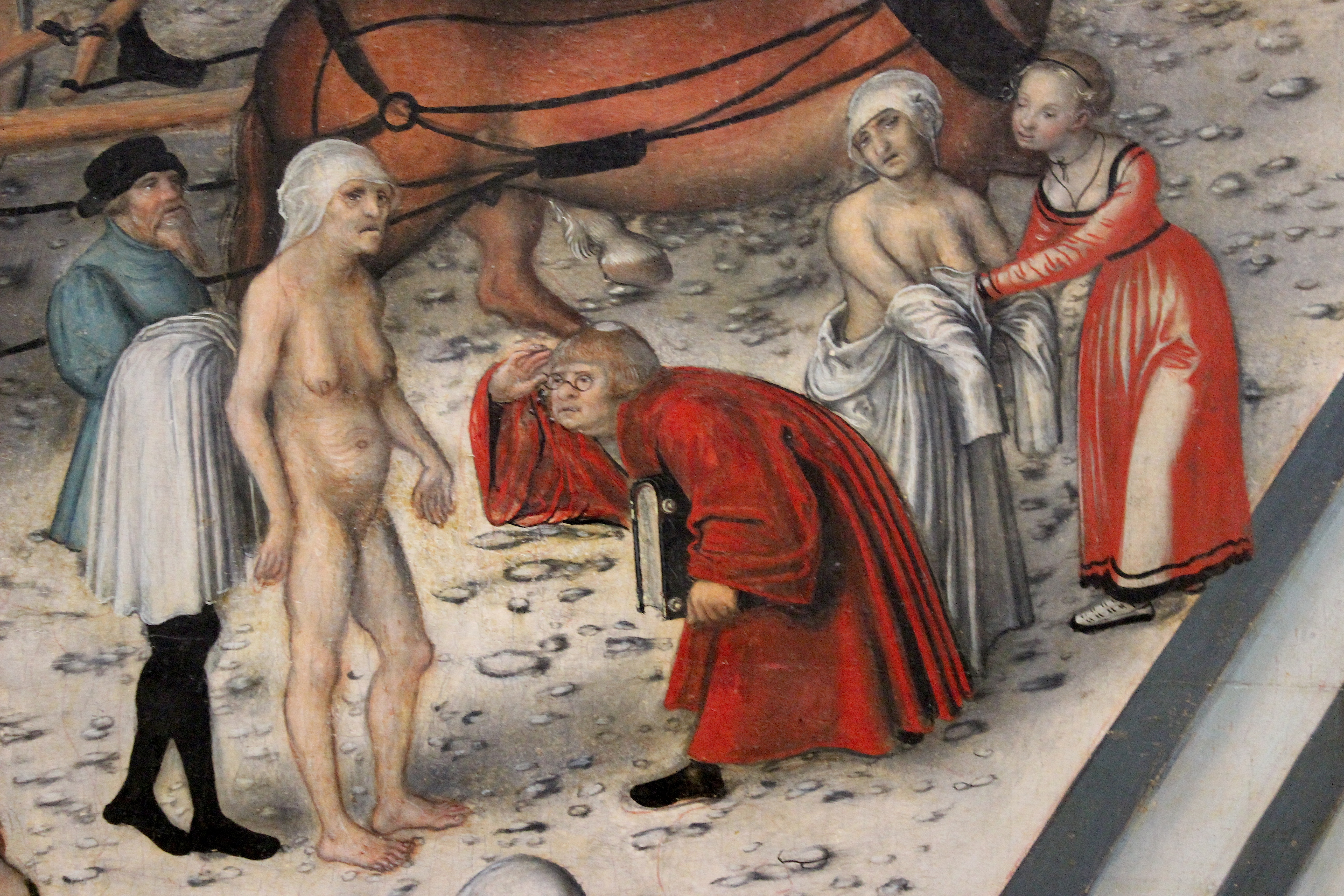
Деталь
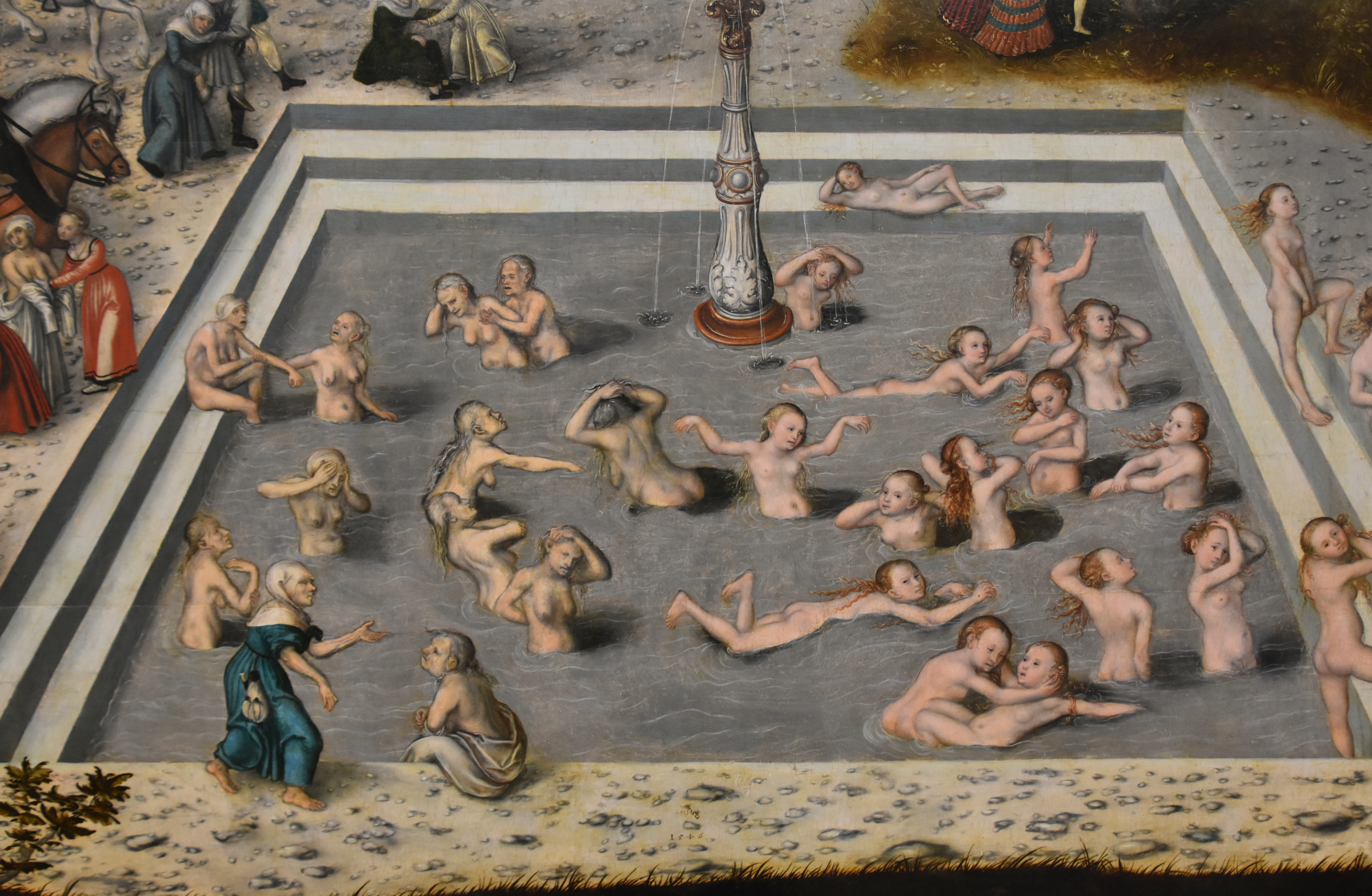
Деталь